# Pousseaux
Pousseaux är en kommun i departementet Nièvre i regionen Bourgogne-Franche-Comté i de centrala delarna av Frankrike. Kommunen ligger i kantonen Clamecy som tillhör arrondissementet Clamecy. År 2022 hade Pousseaux 190 invånare.

## Befolkningsutveckling
Antalet invånare i kommunen Pousseaux
| Referens: INSEE |